# Crest-Voland
Crest-Voland este o comună în departamentul Savoie din sud-estul Franței. În 2009 avea o populație de 390 de locuitori.

## Evoluția populației
| An        | 1975 | 1982 | 1990 | 1999 | 2006 | 2009 |
| --------- | ---- | ---- | ---- | ---- | ---- | ---- |
| Populație | 282  | 310  | 395  | 418  | 403  | 390  |